# ساحة الفردوس

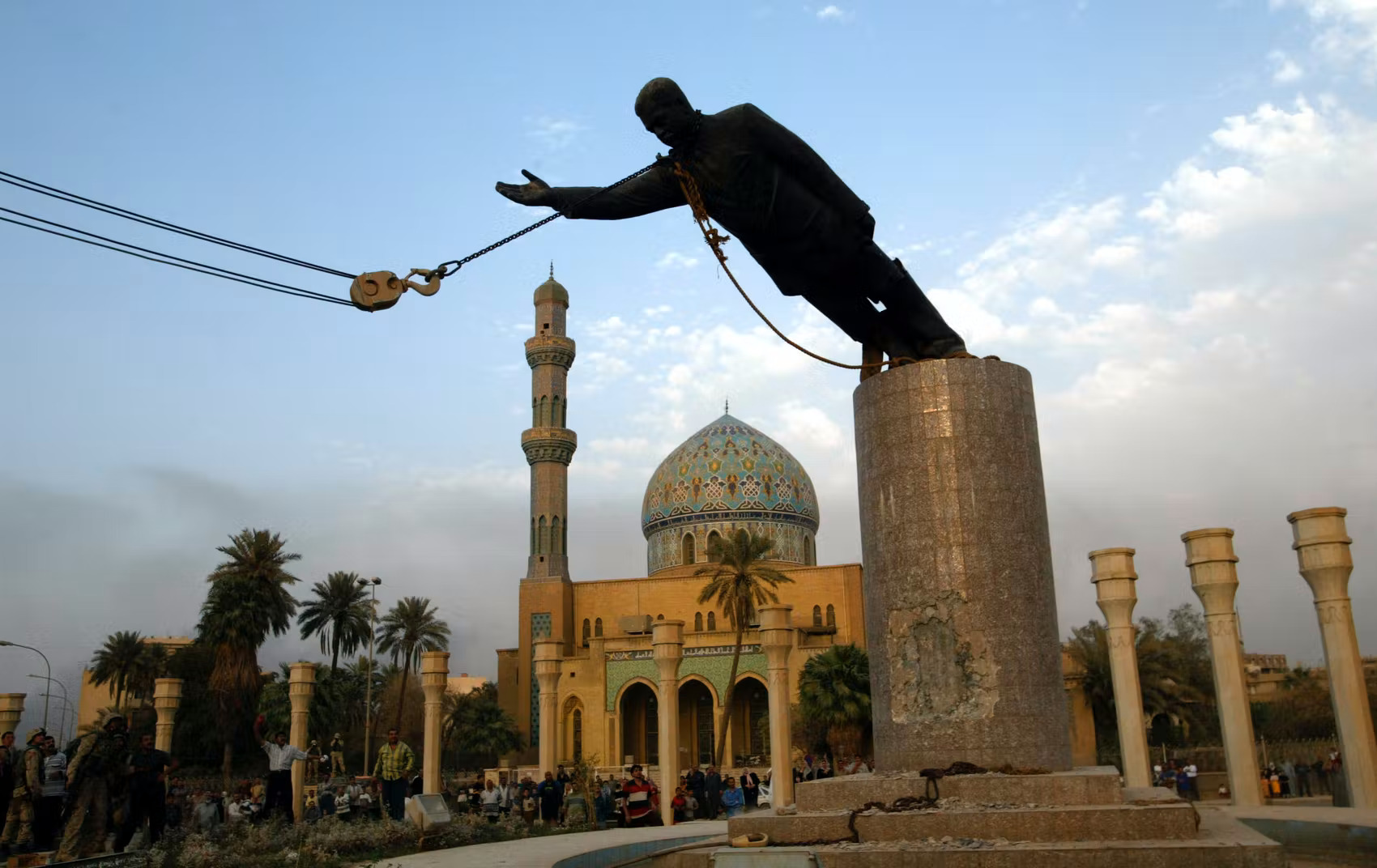
مشهد سقوط تمثال الرئيس العراقي الأسبق صدام حسين عام 2003م بعد دخول القوات الأمريكية بغداد

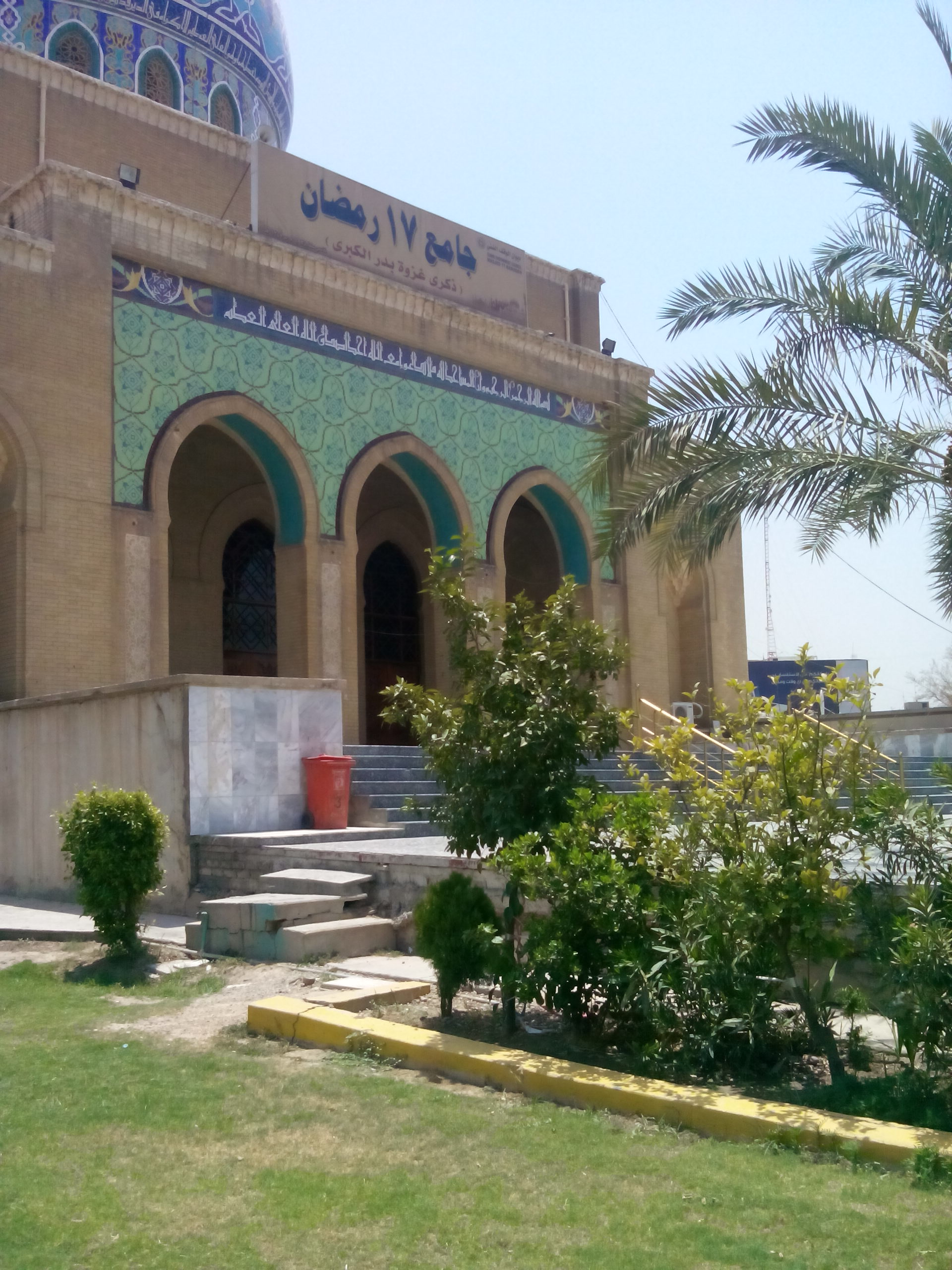
جامع 17 رمضان الذي يطل على ساحة الفردوس

ساحة الفردوس في بغداد هي إحدى ساحات المدينة الرئيسة، وتقع الساحة في جهة الرصافة من ضفة نهر دجلة، ويطل فندقا عشتار (شيراتون) وفلسطين (ميريديان) على الساحة.
وكذلك يطل على الساحة مبنى جامع 17 رمضان التاريخي، وبني في الساحة نصب الجندي المجهول في عهد الرئيس عبد الكريم قاسم، ولكنه هدم عام 1982م، حيث استبدل نصب الجندي المجهول بتمثال للرئيس صدام حسين بمناسبة عيد ميلادهِ ال65، ولقد بلغ طول التمثال حوالي 12 متر، وهدم التمثال عند غزو العراق في التاسع من نيسان /أبريل عام 2003م.
قالت لجنة تراثية إنها قررت إعادة بناء وتأهيل (نصب وساحة الجندي المجهول) كرمز من رموز بغداد التراثية والحضارية ليقف التمثال في ساحة الفردوس التي شهدت سقوط تمثال صدام حسين في التاسع من نيسان/أبريل عام 2003م.

## إعادة اعمار الساحة
في عام 2020، قام القطاع الخاص العراقي عبر رابطة المصارف الخاصة العراقية وبالتعاون مع البنك المركزي، بإعادة إعمار الساحة بشكل كامل وافتتاحها للعامة.